# 무명 용사의 무덤 (바르샤바)

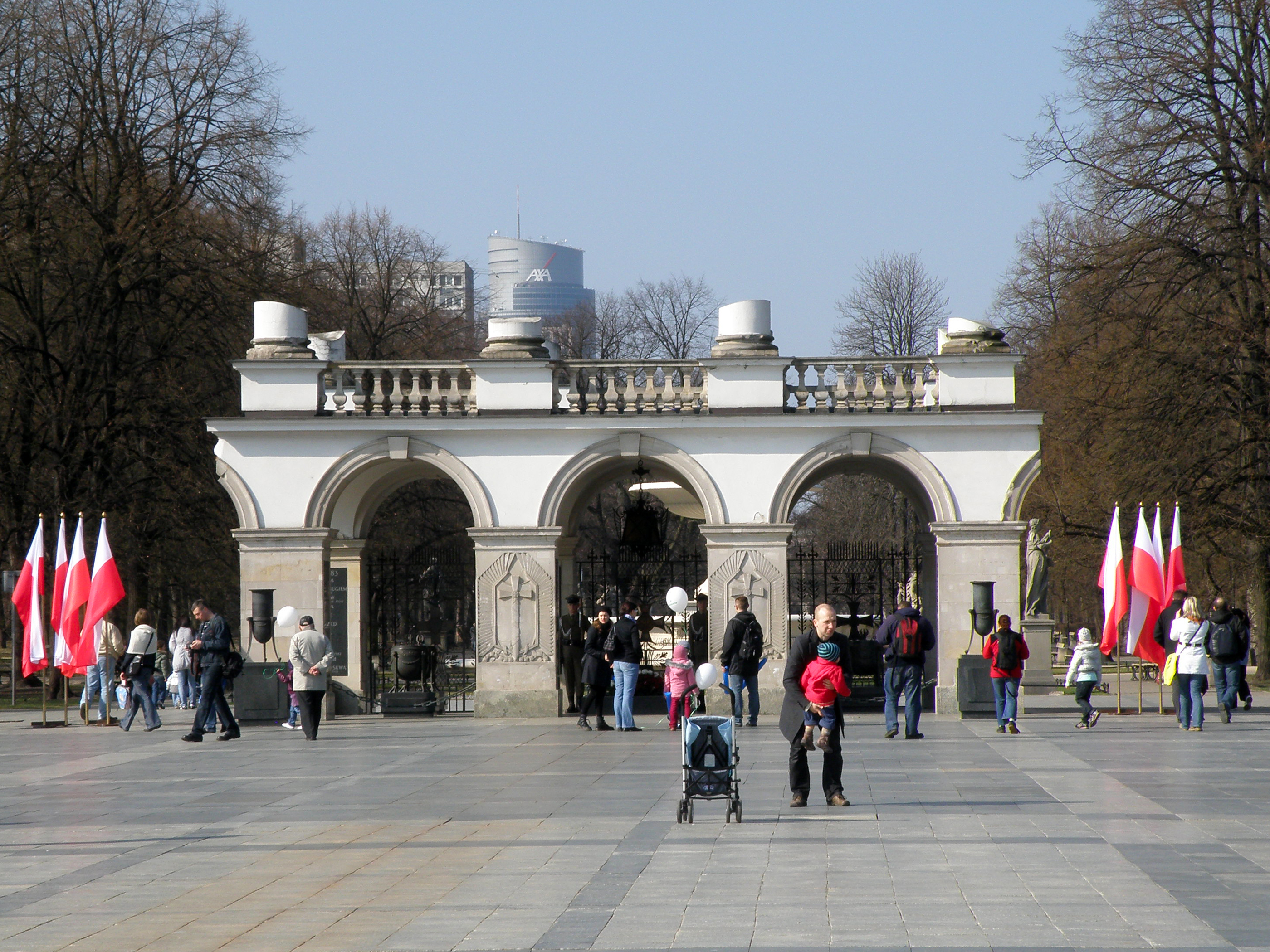
무명 용사의 무덤

무명 용사의 무덤(폴란드어: Grób Nieznanego Żołnierza)은 폴란드 바르샤바에 있는 기념물로, 폴란드를 위해 목숨을 바친 무명 용사를 기리기 위해 건립되었다. 제1차 세계 대전 이후에 건립된 무명 용사의 무덤 중 하나이며, 폴란드에서 가장 중요한 기념물 중 하나다.
피우수드스키 광장에 위치한 이 기념물은 제2차 세계 대전까지 그 자리를 있었던 사스키 궁전의 유일하게 살아남은 부분이다. 1925년 11월 2일 이후 이 무덤에는 렘베르크 방어전에서 전사한 신원 불명의 젊은 군인의 시신이 안치되어 있다. 그 이후로 폴란드 군인들이 싸웠던 수많은 전장에서 나온 흙이 사스키 궁전의 살아남은 기둥에 보관된 항아리에 추가되었다.
무덤은 영원한 불꽃으로 끊임없이 밝혀지고 폴란드군 대표 연대인 제1근위대대의 3개 중대가 제공하는 경비초소의 도움을 받는다. 폴란드에서 대부분의 공식 군사 기념 행사가 열린다.
경비병 교대식은 일년 365일, 매 정각에 진행된다.